# Ripsa socken
Ripsa socken i Södermanland ingick i Rönö härad och är sedan 1971 en del av Nyköpings kommun, från 2016 inom Råby-Rönö och Ripsa distrikt.
Socknens areal är 71,15 kvadratkilometer, varav 56,01 land. År 1951 fanns här 336 invånare. Herrgården Edeby samt kyrkbyn Ripsa med sockenkyrkan Ripsa kyrka ligger i socknen.  

## Administrativ historik
Ripsa socken har medeltida ursprung. 
Vid kommunreformen 1862 övergick socknens ansvar för de kyrkliga frågorna till Ripsa församling och för de borgerliga frågorna till Ripsa landskommun. Landskommunen inkorporerades 1952 i Rönö landskommun som uppgick 1971 i Nyköpings kommun. Församlingen uppgick 1995 i Råby-Ripsa församling som 2002 uppgick i Rönö församling.
1 januari 2016 inrättades distriktet Råby-Rönö och Ripsa, med samma omfattning som Råby-Ripsa församling hade 1999/2000 och fick 1995, och vari detta sockenområde ingår.
Socknen har tillhört län, fögderier, tingslag och domsagor enligt vad som beskrivs i artikeln Rönö härad.  De indelta soldaterna tillhörde Södermanlands regemente, Nyköpings kompani.

## Geografi
Ripsa socken ligger söder om Båven. Socknen är en kuperad sjörik skogsbygd.

### Geografisk avgränsning
Ripsa sockens landområde avgränsas av vatten i alla väderstreck utom i söder. I söder ligger bl.a. skogsområdet Fjällveden som avgränsar socknen mot Råby-Rönö socken i sydväst och Lids socken i söder. I sydost ligger Ludgo socken.
Sockengränsen mellan Ripsa och Råby-Rönö går från Lidsjöns (19,5 m ö.h.) norra ände österut över Stavberget (73,8 m ö.h.) till "tresockenmötet" Ripsa - Råby-Rönö - Lid väster om sjön Ålskäggaren (48 m ö.h.). Gränsen mot Lids socken är cirka 5 km lång och går via Samlingssjön (30 m ö.h.) till Trosasjön (41 m ö.h.). I den sistnämnda sjön ligger "tresockenmötet" Ripsa-Lid-Ludgo. Landgränsen mot Ludgo socken är cirka 4 km lång och faller ut i Tyviken av Båven. I sydöst finns vattengräns mellan Ripsa och Ludgo. Den går norrut genom Tyviken till Hornafjärden där "tresockenmötet" Ripsa-Ludgo-Hyltinge ligger mitt i vattnet. Från denna punkt gränsar Ripsa mot Hyltinge socken på en sträcka av ca 3 km (vattengräns) till en punkt strax öster om ön Herrhornet. Här ligger "tresockenmötet" Ripsa-Hyltinge-Helgesta. Gränsen mellan Ripsa och Helgesta socknar går i nordväst mitt ute i Gullfjärden av Båven. På Stora Häradsholmen, halvannan kilometer öster om Vibyholm (i Årdala), ligger "tresockenmötet" Ripsa-Helgesta-Årdala. Härifrån går gränsen mellan Ripsa och Årdala socken rakt söderut till Båvens södra spets vid Sibro. Gränsen följer sedan "Sibroån" nedströms till Lidsjön och "tresockenmötet" Ripsa - Årdala - Oppunda - Råby-Rönö .

## Fornlämningar

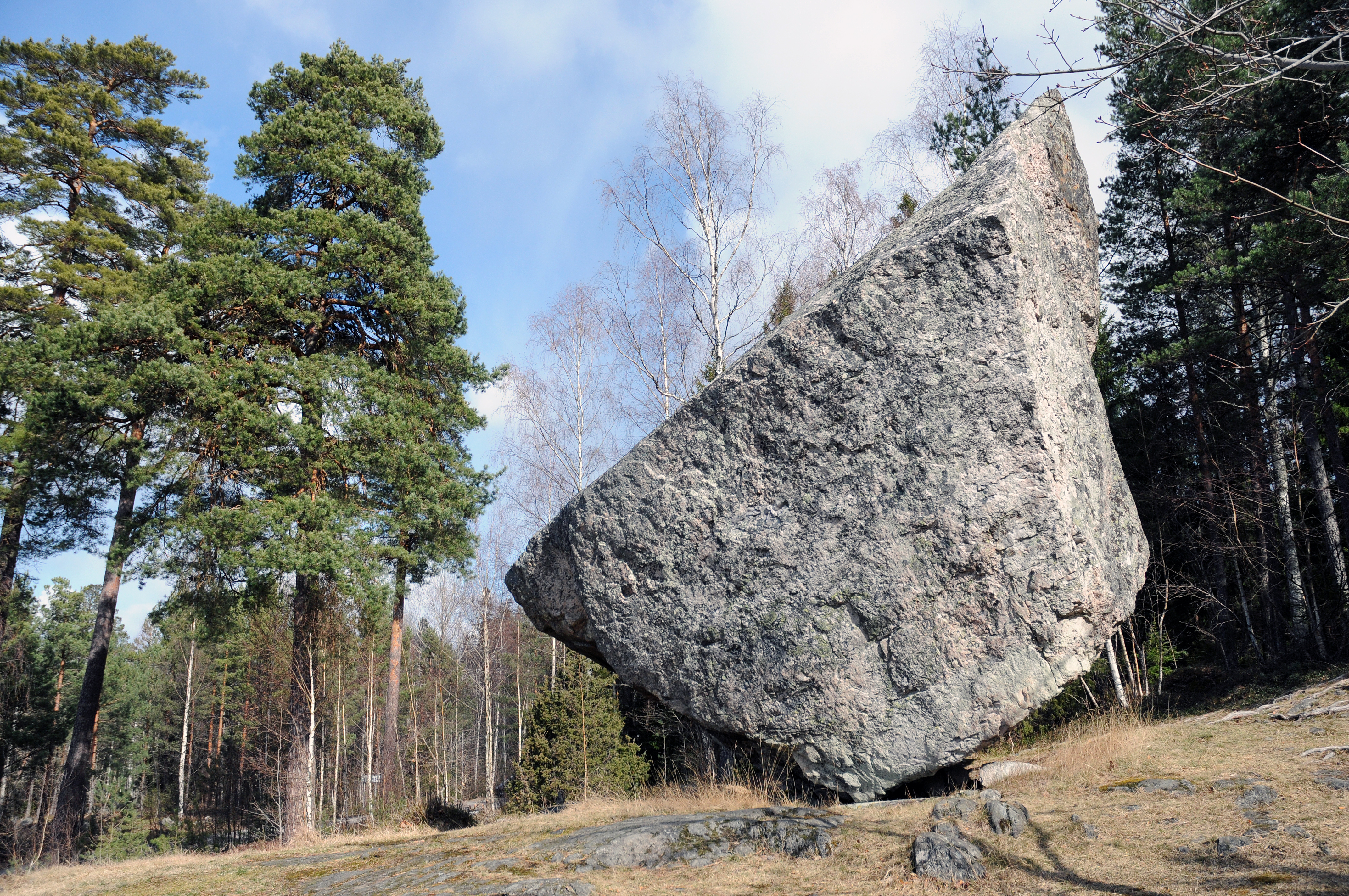
Flyttblocket Spikstenen i Ripsa.

Från bronsåldern finns en mängd s.k. rösegravar. Från järnåldern finns 15 gravfält. Dessutom finns tre fornborgar, av vilka Sibro fornborg längst i sydväst är en av de största i Södermanland.

## Namnet
Namnet (1293 Rypsum) kommer troligen från kyrkplatsen. Namnet innehåller plural av ripa, 'skära' alternativt riva, 'skåra, rispa' syftande på en sänka vid kyrkan eller öppna partier i skogen .